# Línea de la Sexta Avenida
La línea de la Sexta Avenida es una línea subterránea de la División B  del metro de la ciudad de Nueva York en los Estados Unidos. Opera principalmente bajo la Sexta Avenida en Manhattan, y continúa al sur sobre el túnel de la Calle Rutgers hacia Brooklyn. Fue la última línea troncal del Sistema Independiente del Metro (IND), completado en 1940.
La línea se conforma principalmente de cuatro vías, dos vías locales y dos expresas. En cada extremo, las vías en pares se dividen, por eso la línea tiene dos extremos norte y dos extremos sur. Los dos servicios expresos, el B (fin de semana) y la D (todo el tiempo) vienen desde la línea de la Octava Avenida al sur de Calle 59-Columbus Circle, con una curva al este bajo la Calle 53 y más al sur sobre la Sexta Avenida. Las vías locales empiezan en la Calle 57, transportando al servicio F (todo el tiempo) desde la línea de la Calle 63 IND. El servicio M (días de semana) se converge con las vías locales por una conexión desde la línea Queens Boulevard cerca de las Calles 53 y 63.
La línea de cuatro vías se dirige hacia el sur bajo la Sexta Avenida hacia West Fourth Street–Washington Square, donde los pasajeros pueden transferirse a la línea de la Octava Avenida. Al sur de esa estación,  una interconexión que conecta a las vías locales de la Sexta Avenida y la Octava Avenida, después la línea de la Sexta Avenida gira al este bajo la Calle Houston. Las vías expresas (aún transporta a los servicios B y D) giran al sur después de pasar Broadway–Calle Lafayette, pasando bajo la Calle Chrystie vía la conexión de la Calle Chrystie hacia las vías norte del puente de Manhattan, mientras que una conexión usado por el M se enlaza con la línea de la Calle Nassau hacia el puente de Williamsburg. La estación Segunda Avenida tiene un espuela de las vías expresas hacia la línea de la Calle Worth en la cual nunca se construyó. El resto de la línea de la Sexta Avenida, al girar al sur de la Calle Essex, Calle Rutgers, y la Calle Jay, es una línea de dos vías que transporta solo al servicio F. La línea de la Sexta Avenida se convierte en la línea Culver en las dos vías exteriores en Calle Jay-Borough Hall; las dos vías interiores son usadas para la línea de la Octava Avenida, convirtiéndose después en la línea de la Calle Fulton. Por lo tanto las líneas de la Sexta Avenida y la Octava Avenida se encuentran tres veces.

## Descripción
La línea de la Sexta Avenida tiene dos extremos, uno esta en la estación de la Calle 57, donde dos vías se dirigen hacia el sur bajo la 6a Avenida desde la línea de la Calle 63 IND. La otra está justo al sur de la Calle 59–Columbus Circle, donde una línea de dos vías se divide desde la línea de la Octava Avenida en una  conexión aérea (con conexiones hacia las vías locales y expresas), inmediatamente gira al este de la Calle 53, y cruza la línea Blvd. Reinas. En la estación de la 7.ª Avenida, las vías con dirección sur están encima de las vías con dirección al norte. Esta línea después gira al sur para dirigirse al sur bajo la 6a Avenida, uniéndose con un ramal desde la Calle 57 y una conexión hacia la línea Blvd. Reinas para convertirse en una línea de cuatro vías. Después de pasar desde las calles 47 a 50 y el Rockefeller Center, las dos vías con dirección sur siempre se entrecruzan; y las líneas principales siempre se convierten en dos vías locales expresas y las vías de las otras líneas siempre son las que están afuera de las vías locales.

## Historia
La línea de la Sexta Avenida fue construida para reemplazar la línea elevada de la Sexta Avenida (cerrada y demolida en 1939). La primera parte de la línea IND en abrir fue la parte que no se encuentra bajo la Sexta Avenida. En lo que fue conocido como Houston–Essex Street Line empezó a operar al mediodía del 1 de enero de 1936, con dos vías locales de una conexión con la línea Washington Heights, Octava Avenida y la Calle Church (línea de la Octava Avenida) al sur de West Fourth Street–Washington Square y al este bajo la Calle Houston y al sur bajo la Calle Essex hasta una terminal temporal en East Broadway. Los trenes , que operaban en Jackson Heights hacia la terminal Hudson, fue cambiada a la nueva línea hacia East Broadway. Las dos vías expresas fueron construidas cerca de la Calle Houston, y se intentó conectar con la línea que nunca pudo construirse, la línea de la Calle Worth.
Justo después de la media noche del 9 de abril de 1936, los trenes empezaron a operar bajo el Río Este en el túnel de la Calle Rutgers, que conectó la línea de la Calle Houston-Essex con el extremo norte de la línea de la Novena Calle y Jay Smith en una conexión con la línea de la Octava Avenida al norte de la Calle Jay-Borough Hall. Los trenes del servicio E fueron enviados sobre la conexión y hacia la Avenida Church. Simultáneamente, la línea de la Calle Fulton abrió en la Avenida Rockaway, y los servicios  y .
Al principio la ciudad intentó tomar el túnel (PATH) del ferrocarril de Hudson y Manhattan en la Sexta Avenida para las vías expresas, al construir una nueva línea en un nivel más bajo para el ferrocarril H&M.
La línea que ahora es la línea de la Calle 63 IND fue construida para una extensión propuesta bajo el Parque Central hacia Harlem.

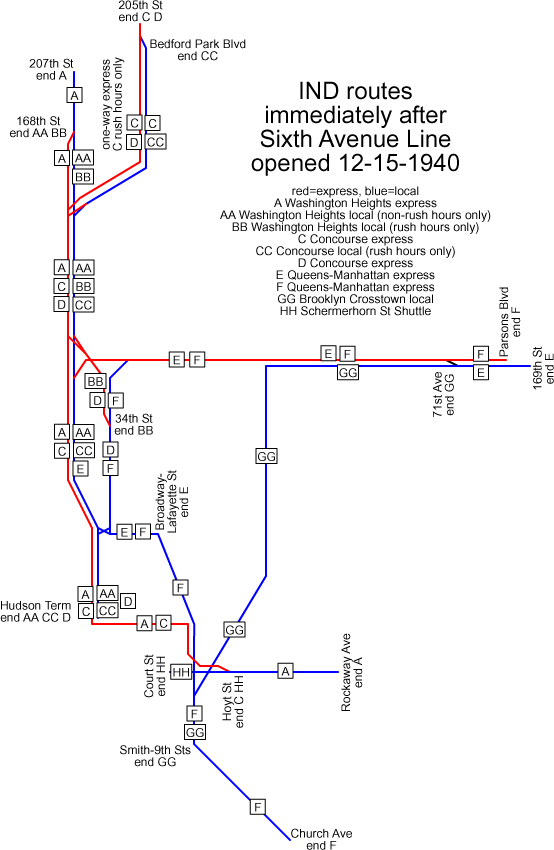
Servicios IND inmediatamente después de la apertura de la parte principal de la línea.

Las vías locales en la parte principal de la línea abrió  a las 00:01 horas el 15 de diciembre de 1940. Los siguientes cambios fueron hecho:
- AA (Washington Heights Local) fue comprado otra vez para servicios entre la Calle 168 y la terminal Hudson vía la línea de la Octava Avenida.
- BB (Washington Heights Local) fue agregada solamente para servicios de horas pico entre la Calle 168 y la terminal Hudson vía línea de la Sexta Avenida.
- D (Bronx Concourse Expresa) fue agregada para servicios entre Norwood–Calle 205 y la terminal Hudson vía línea de la Sexta Avenida.
- E (Queens–Manhattan Expresa) el servicio fue cortado otra vez desde la Avenida Church hacia Broadway–Calle Lafayette.
- F (Queens–Manhattan Expresa) fue agregada para servicios entre Parsons Boulevard y la Avenida Church vía la línea de la Sexta Avenida.

- Ferrocarril elevado IRT de la Sexta Ave. (demolida en 1938).
- Intersección de Broadway, Sexta Ave, y la Calle 34. (incluyendo las vías de automóviles—removida después).
- Red de cañería subterránea y las líneas de electricidad y gas.
- PATH (Autoridad Portuaria Trans-Hudson).
- BMT Broadway Subway.
- IND Sixth Av. Subway.
- Túnel del ferrocarril de Pensilvania hacia la estación de Queens y Pensillvania (Penn).
- Acueducto de la Sexta Ave. Abastecimiento principal de la ciudad de Nueva York con 60 metros de profundidad (200 pies).

Saliendo de esta área complicada de líneas la línea continúa como un metro de cuatro vías hacia la Calle 53. Aquí la línea se divide, y dos vías continúan al norte hacia la calle 63, las otras dos continúan al oeste bajo la Calle 43 para encontrarse con la  línea de la 8.ª Avenida, mientras que las otras dos viajan al este para conectarse con la línea de la Calle 53 hacia Queens.
Esta línea fue completada en 1940.

## Lista de estaciones
| Leyenda de la estación de servicio                       | Leyenda de la estación de servicio                       |
| -------------------------------------------------------- | -------------------------------------------------------- |
| Hace paradas todo el tiempo                              | Paradas todo el tiempo                                   |
| Hace paradas todo el tiempo                              | Paradas todo el tiempo excepto a altas horas de la noche |
| Hace paradas sólo en la noche                            | Paradas sólo en la noche                                 |
| Hace paradas sólo los días de semana                     | Paradas en días de semana                                |
| Hace paradas en horas pico en direcciones congestionadas | Paradas horas pico o vías congestionadas                 |
| Detalles del periodo de tiempo                           |                                                          |

| Acceso para discapacitados                                                       | Estación                                     | Vías                                         | Servicios                                    | Apertura                                     | Transferencias y notas                                                     |
| Manhattan                                                                        | Manhattan                                    | Manhattan                                    | Manhattan                                    | Manhattan                                    | Manhattan                                                                  |
| Ramal desde la línea de la Calle 63 IND (F )                                     | Ramal desde la línea de la Calle 63 IND (F ) | Ramal desde la línea de la Calle 63 IND (F ) | Ramal desde la línea de la Calle 63 IND (F ) | Ramal desde la línea de la Calle 63 IND (F ) | Ramal desde la línea de la Calle 63 IND (F )                               |
| -------------------------------------------------------------------------------- | -------------------------------------------- | -------------------------------------------- | -------------------------------------------- | -------------------------------------------- | -------------------------------------------------------------------------- |
|                                                                                  | Calle 57                                     | local                                        | F                                            | 1 de julio de 1968                           |                                                                            |
|                                                                                  |                                              |                                              |                                              |                                              |                                                                            |
| Ramal desde la línea de la Octava Avenida (B D )                                 |                                              |                                              |                                              |                                              |                                                                            |
|                                                                                  | Séptima Avenida                              | expresa                                      | B D                                          | 19 de agosto de 1933                         | línea Queens Boulevard (E )                                                |
| Se une con una conexión con la línea Queens Boulevard (M )                       |                                              |                                              |                                              |                                              |                                                                            |
|                                                                                  |                                              |                                              |                                              |                                              |                                                                            |
| Línea Principal (B D F M )                                                       |                                              |                                              |                                              |                                              |                                                                            |
| Acceso para discapacitados                                                       | 47th–50th Streets–Rockefeller Center         | ambas                                        | B D F M                                      | 15 de diciembre de 1940                      |                                                                            |
|                                                                                  | Calle 42–Bryant Park                         | ambas                                        | B D F M                                      | 15 de diciembre de 1940                      | línea Flushing (7 <7>) en la Quinta Avenida                                |
| Acceso para discapacitados                                                       | Calle 34                                     | ambas                                        | B D F M                                      | 15 de diciembre de 1940                      | línea Broadway (N Q R W ) Conexión con PATH en la Calle 33                 |
|                                                                                  | Calle 23                                     | local                                        | B D F M                                      | 15 de diciembre de 1940                      | Conexión con PATH en la Calle 23                                           |
|                                                                                  | Calle 14                                     | local                                        | B D F M                                      | 15 de diciembre de 1940                      | línea Canarsie (L ) Conexión con PATH en la Calle 14                       |
| Acceso para discapacitados                                                       | West Fourth Street–Washington Square         | ambas                                        | B D F M                                      | 15 de diciembre de 1940                      | línea de la Octava Avenida (A C E )                                        |
| Se conecta con las vías de la línea de la Octava Avenida (servicio no regular)   |                                              |                                              |                                              |                                              |                                                                            |
|                                                                                  | Broadway–Calle Lafayette                     | ambas                                        | B D F M                                      | 1 de enero de 1936                           | línea de la Avenida Lexington (4 6 <6>) en la Calle Bleecker (solo al Sur) |
|                                                                                  |                                              |                                              |                                              |                                              |                                                                            |
| Ramal bajo la Calle Chrystie (B D )                                              |                                              |                                              |                                              |                                              |                                                                            |
| Vías locales dividir a Chrystie Street (M ) y continuar en la calle Houston (F ) |                                              |                                              |                                              |                                              |                                                                            |
|                                                                                  | Calle Grand                                  | expresa                                      | B D                                          | 27 de noviembre de 1967                      |                                                                            |
| Hacia las vías del extremo norte del Puente de Manhattan                         |                                              |                                              |                                              |                                              |                                                                            |
|                                                                                  |                                              |                                              |                                              |                                              |                                                                            |
| Ramal bajo la Calle Houston (F )                                                 |                                              |                                              |                                              |                                              |                                                                            |
|                                                                                  | Second Avenue                                | local layup tracks                           | F                                            | 1 de enero de 1936                           |                                                                            |
|                                                                                  | Calle Delancey                               | local                                        | F                                            | 1 de enero de 1936                           | línea de la Calle Nassau (J M Z ) en la Calle Essex                        |
|                                                                                  | East Broadway                                | local                                        | F                                            | 1 de enero de 1936                           |                                                                            |
| túnel de la Calle Rutgers bajo el río Este                                       |                                              |                                              |                                              |                                              |                                                                            |
| Brooklyn                                                                         |                                              |                                              |                                              |                                              |                                                                            |
|                                                                                  | Calle York                                   | local                                        | F                                            | 9 de abril de 1936                           |                                                                            |
| Continúa como la línea Culver (F )                                               |                                              |                                              |                                              |                                              |                                                                            |